# 132P/Helin-Roman-Alu
La comète Helin-Roman-Alu 2, officiellement 132P/Helin-Roman-Alu, est une comète périodique du système solaire, découverte le 26 octobre 1989 par Eleanor Francis Helin, Brian P. Roman et Jeff Alu.